# Old Law Tenement

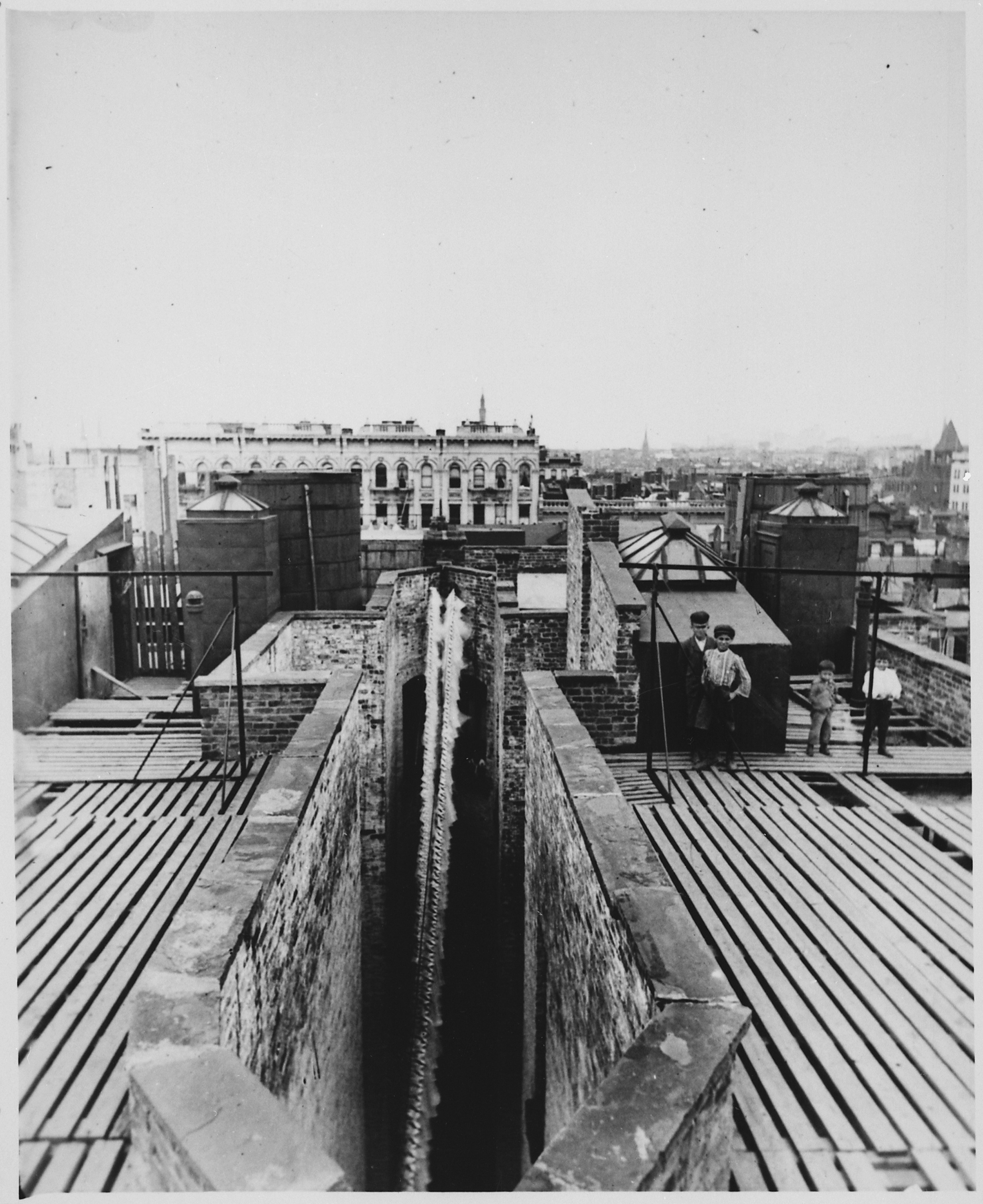
El conducto de ventilación de un conventillo con forma de mancuerna (Dumbbell tenements), ca. 1900

Los Old Law Tenements son conventillos construidos en Nueva York después de la Ley de Edificios de Alquiler de 1879 y antes de la Ley del estado de Nueva York sobre Edificios de Alquiler ("Nueva Ley") de 1901. La ley de 1879 exigía que todas las habitaciones habitables tuvieran una ventana que diera al aire libre, requisito que se cumplía incluyendo conductos de ventilación entre los edificios adyacentes. Las viviendas de la "Old Law Tenements" suelen denominarse "dumbbell tenements" (en español: conventillos con forma de mancuerna) por la forma de la huella del edificio: el conducto de ventilación da a cada vivienda la forma estrecha de una mancuerna, ancha de cara a la calle y al patio trasero, y estrecha en el medio para crear el pasillo de ventilación. Se construyeron en gran número para acoger a las oleadas de inmigrantes europeos. Las calles laterales del Lower East Side de Manhattan todavía hoy están bordeadas por numerosos edificios dumbbell.

## Historia
La Ley de 1879 fue una respuesta al fracaso de la Ley de Casas de Inquilinato de 1867, que exigía escaleras de incendios desde cada apartamento, así como ventanas en cada habitación. Los constructores cumplieron con esta última ley de 1867 simplemente insertando ventanas sin sentido entre las habitaciones interiores. Sin conductos de ventilación, el requisito de 1867 no consiguió aumentar la luz natural ni la ventilación en las abarrotadas "habitaciones oscuras" de las casas de alquiler.
En respuesta a los nuevos requisitos, una revista, Plumbing and Sanitation Engineer, organizó un concurso de diseño de viviendas en 1879. El diseño ganador de James Ware representaba un compromiso entre las normas sanitarias legales y la viabilidad comercial. Mediante una hendidura de un metro en los laterales de la estructura, Ware abrió un delgado conducto de ventilación entre los edificios colindantes. La hendidura de un metro supuso un sacrificio mínimo de espacio para el alquiler, lo que aplacó a los propietarios y proporcionó la apertura suficiente para la ventilación y la luz natural, aunque no directa.
La Ley de 1879, aunque bienintencionada, fue un fracaso aún mayor que la de 1867. Los inquilinos arrojaban basura, agua de sentina y desperdicios a estos pozos de ventilación que no estaban diseñados para la evacuación de basuras. Como resultado, el intento de la ley de mejorar el saneamiento sólo creó un nuevo problema de saneamiento. Peor aún, el conducto de ventilación actuaba como una chimenea que propagaba el fuego de un apartamento a otro. La ley de 1901 eliminó el conducto de ventilación y lo sustituyó por un gran patio para almacenar y retirar la basura. En estructuras posteriores, la introducción de ascensores redujo la "defenestración" de basura por parte de los inquilinos de los pisos superiores.

## Diseño
Desde el punto de vista estilístico, los conventillos son únicos y llamativos. Aunque cada uno ocupa uniformemente un lote de 7.62 metros al igual que con la ley anterior, la fachada "Old Law" - con sus esculturas de humanos, animales y gárgolas de piedra arenisca (a veces en la figura completa) , su filigrana de terracota sin ningún  precedente histórico aparente, sus aberraciones ocasionales de diseño (por ejemplo, columnas enanas), y su ladrillo a menudo varicolor - se aparta radicalmente de la simplicidad llana  de las estructuras más antiguas, modestas y en gran parte desornamentadas. Más adelante, los ornamentos se asentarán en un Estilo Reina Ana, a medida que las formas de representación humana desaparecen gradualmente en la extravagancia más abstracta del siguiente estilo Beaux Arts.
La planta simétrica del típico Old Law Tenement incluía cuatro apartamentos prácticamente idénticos por planta. Tres habitaciones cada una con una distribución en carril, dos de las cuales compartían una ventana interior que permitía que la luz llegara a la habitación interior. La entrada se abría a la cocina que contenía una bañera cuya tapa podía bajarse para formar una superficie de trabajo, junto a un fregadero frente a una estufa de leña que daba a un conducto de humos. Los electrodomésticos se completaban con una nevera. Los inquilinos solían colocar una mesa y sillas en la ventana en ángulo situada al final del estrecho conducto de ventilación. La mayoría de la gente construía una estantería en la ventana de la cocina que colgaba hacia el conducto de ventilación. Durante el invierno, los alimentos podían almacenarse allí y refrigerarse sin tener que comprar hielo. En el rellano del vestíbulo había dos retretes, estrechos inodoros de uso común.